# Cocamas
Os Cocamas (Kokama ou Kocama) são um grupo indígena que habita a Amazônia do alto rio Solimões, onde se encontram a Área Indígena Évare I e Terras Indígenas Igarapé Acapori de Cima e Sapotal até o médio Solimões, na Área Indígena Kokama, no estado brasileiro do Amazonas; e também no Peru e na Colômbia.

## Língua
A língua kokama foi classificada por muitos linguistas como sendo do tronco linguístico tupi. No fim da década de 1950, Rodrigues chegou a concordar com essa classificação, mas em 1985 retomou as discussões sobre a classificação, levantando a hipótese de que a língua poderia não pertencer a essa família. Em 1995, Cabral comprovou que se trata de uma língua crioula, resultado do contato com várias línguas, como tupi, aruaque e quíchua.
A origem da língua Kokama remonta ao período pré-colombiano. Na segunda metade do século XV, um grupo falante do Tupinambá migrou da costa do Oceano Atlântico para o interior do norte amazônico, onde entrou em contato com povos falantes de uma ou mais línguas, possivelmente da família Arawak.
Os materiais didáticos da língua kokama são produzidos com o alfabeto peruano e com o alfabeto brasileiro. Em São Paulo de Olivença, as comunidades pleiteiam o ensino da língua como disciplina permanente nas escolas kokama.

## História

### Século XVI: A expedição de Salinas
Em 1557, Juan de Salinas Loyola organizou uma expedição na Amazônia. Salinas documentou sua expedição com o objetivo de reivindicar a jurisdição sobre as terras descobertas. Foi por meio dos registros de Salinas que os conquistadores descobriram a existência do rio Ucayali e dos povos indígenas que habitavam suas margens.
A expedição partiu de Loja, no Equador, em 8 de julho de 1557 e retornou em 28 de agosto de 1559. Nesses dois anos, Salinas fundou quatro cidades (Valladolid, Loyola, Santiago de las Montañas e Santa María de Nieva) e distribuiu terras entre seus acompanhantes.
A expedição de Salinas se insere no contexto da busca por novas terras pela coroa espanhola, e, embora seus registros não façam uma menção específica, é provável que ele estivesse particularmente interessado em atingir o El Dorado.
Na região de Santiago de las Montañas, Salinas foi informado da existência de uma província muito povoada e de grande riqueza, situada ao longo do rio. Em 24 de agosto de 1557, Salinas parte com 54 homens em pequenas canoas pelos rios Marañon e Ucayali até chegar às terras dos Benorina, dos Cocama e dos Pariaches, além de um quarto povo, que não foi identificado.
Ao entrar no território dos Cocama, a expedição foi recebida pacificamente. Salinas ficou bastante impressionado com a cultura material dos Cocamas, que ele descreveu como "pessoas de muita educação". Foram mencionadas peças de vestuário de algodão muito fino, pinturas elegantes e plumagens.  Também destacou os adornos de ouro e prata, a abundância de recursos alimentares e a cerâmica, referida como "a mais bela e fina que há no mundo". Reportou que os caciques eram muito respeitados e que a língua era muito diferente das que ele havia contatado anteriormente, mas que ele conseguiu se comunicar com a ajuda de intérpretes.

### Século XVII
A presença dos kokama no rio Solimões e na região do rio Marañon é conhecida desde o século XVII. Existem vários registros da presença dos kokama nas margens dos dois rios entre 1639 e 1691 e também em 1710. Há relatos de missionários, viajantes, cronistas, naturalistas, historiadores e administradores coloniais que indicam um constante deslocamento geográfico do povo em busca de terra para plantio ou águas para pesca. A disputa por recursos hídricos e florestais os manteve em guerra durante séculos contra outros povos indígenas e contra ações do Império Espanhol, do Império Português e da Igreja Católica, com seus empreendimentos extrativistas e de agricultura tropical.
Durante a segunda metade do século XVII, houve uma grande atividade missionária no Ucayali. Pelo sul e pelo leste vinham os franciscanos, enquanto os jesuítas chegavam pelo norte. Essas duas ordens atuaram de forma relativamente independente, apesar de terem contato entre si e até mesmo ajudarem-se em certas ocasiões.
Os cocama eram uma fonte permanente de problemas para as missões no rio Huallaga e no rio Marañon. Em 1644, os espanhóis de Mianas enviaram uma expedição para estabelecer a paz. O padre Gaspar Cujia foi acompanhado de soldados espanhóis, índios Xevero e Mainas, e um intérprete. Não foi estabelecida uma missão na região pela falta de missionários, mas algumas visitas posteriores se seguiram até 1651, quando o padre Bartolome Peréz criou a primeira missão entre os cocama. O padre Peréz foi logo enviado de volta a Borja e a missão durou apenas três meses. Não houve outra missão entre os cocama pelos seis anos seguintes. Entre 1657 e 1659, o padre Tomas Mojano e o irmão Domingo Fernandez viveram entre os cocama e estabeleceram quatro novas cidades no lago conhecido como Gran Cocama. Em 1659, o perigo de viver entre os cocama se tornou demasiado e os missionários foram enviados a Santa Maria de Huallaga. Eles levaram consigo 100 guerreiros cocama com suas famílias.

### Século XVIII

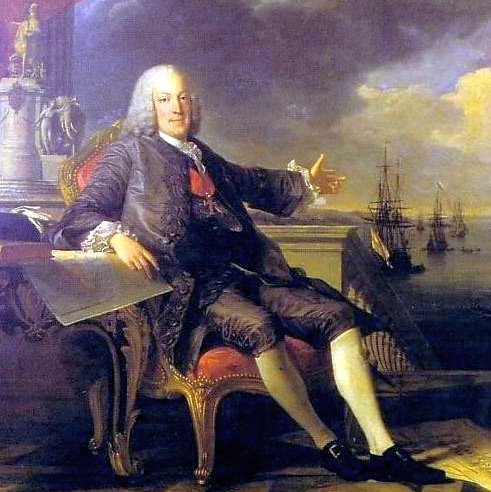
Em 1758, o Marquês de Pombal proibiu o uso das línguas indígenas no Brasil.

No século XVIII, a política pombalina de concessões de terras na Amazônia acelerou a usurpação de seu território. Além disso, a permanente resistência dos kokama comprometeu suas atividades produtivas, uma vez que seus instrumentos de caça, pesca e agricultura foram gradativamente substituídos por armas de defesa, como arcos, flechas e zarabatanas.
Seguiu-se uma desestruturação cultural causada pelos estabelecimentos de ensino, que eram utilizados para a educação indígena como parte das medidas governamentais de integração. A partir de agosto de 1758, o governo de Pombal obrigou o uso da língua portuguesa, apoiando-se no princípio da "língua do príncipe". Essa uniformidade linguística seria decisiva para o funcionamento econômico do sistema agrário-exportador apoiado no trabalho escravo e na monocultura, uma vez que escravos de diferentes etnias eram separados em diversas fazendas para evitar agrupamentos étnicos na mesma unidade de produção e inibir conflitos e resistências.
Com o declínio da política pombalina, as escolas indígenas voltaram a ser mantidas por ordens religiosas. Com a educação religiosa, as crianças passaram a rejeitar a identidade indígena, o que interrompia a transmissão das tradições e da língua entre pais e filhos. Elas entendiam o que seus pais e avós falavam, mas se recusavam a se expressar na língua. A geração de falantes da língua cocama foi gradativamente sucedida por uma geração de ouvintes (que apenas entendia a língua), e essa por uma geração de lembradores (que apenas lembrava de conversas dos pais). Atualmente, a maioria dos kokama são considerados aprendizes, pois não falam fluentemente e sequer entendem a língua.

### Séculos XIX e XX

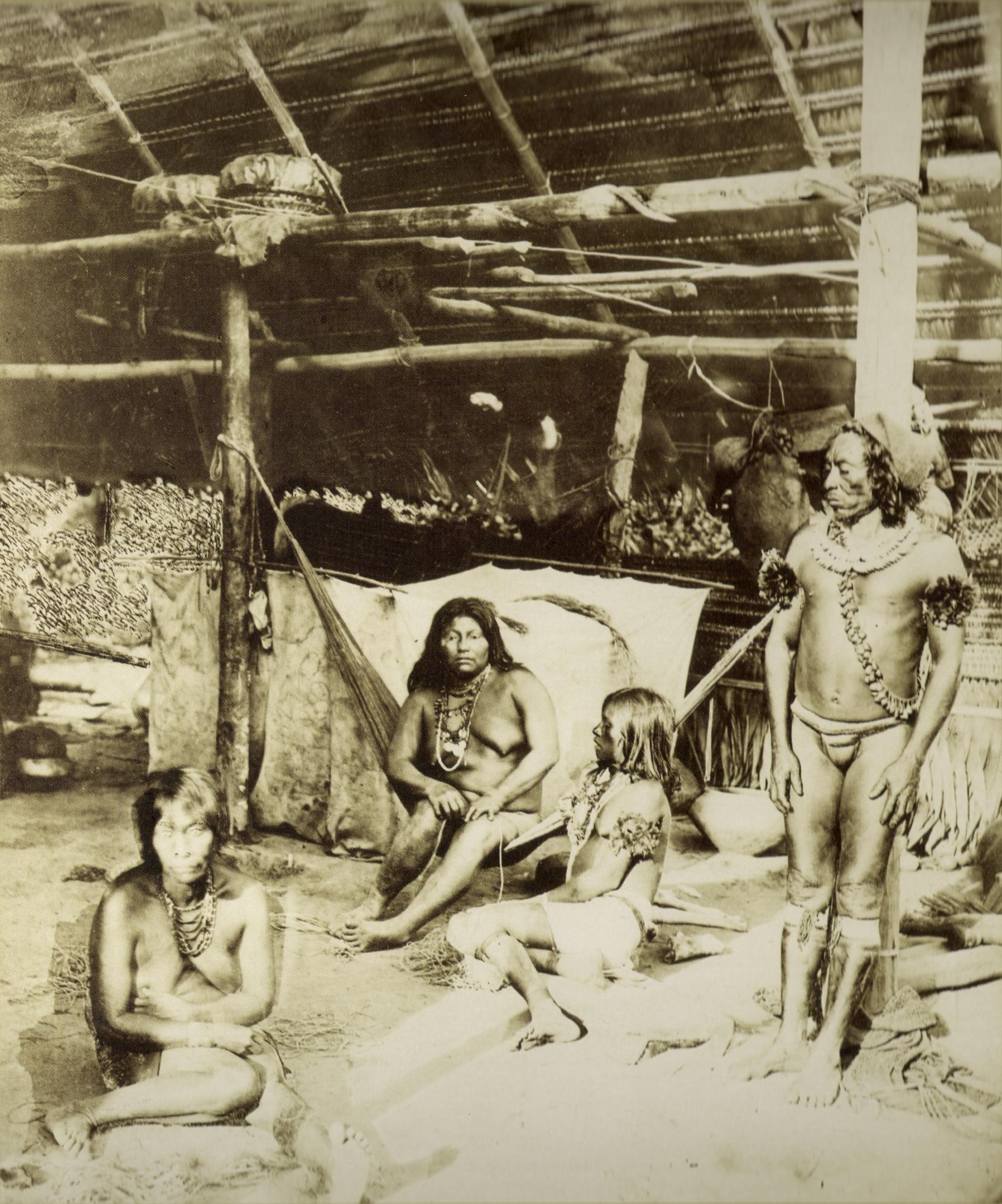
Índios ticuna (1865). Por muito tempo, os kokama perderam sua identidade e se mesclaram entre os ticuna.

A rejeição da identidade étnica causou a desagregação do povo kokama. Os pais não falavam mais a língua, seus filhos passaram a viver com parentes, mas não se reconheciam como do mesmo povo, cresceram os casamentos com pessoas de outros povos, principalmente os Ticuna, que tinham maior população e território e assumiram uma hegemonia política. Suas manifestações culturais submetiam-se às dos Ticuna, inclusive quanto à língua. As comunidades e os indivíduos não eram mais reconhecidos e nem se reconheciam como kokamas.
Os kokama passaram a observar a mobilização política dos Ticuna, inclusive participando de reuniões e assembleias em prol da demarcação de suas terras. Esse aprendizado político propiciou uma retomada da consciência e da identidade coletiva dos kokama, que a partir da década de 1980, passaram a se distinguir dos ticuna e a reivindicar suas próprias terras e políticas de saúde e educação diferenciadas, escapando de seu encapsulamento histórico. Embora os ticuna tenham tentado inibir a autodefinição dos kokama, que ameaçavam a sua hegemonia, eles contribuíram para tal. Entretanto, as relações dos kokama com as instituições públicas esbarrava em obstáculos. A Fundação Nacional do Índio (Funai) não os reconhecia formalmente, pela falta de identidade linguística e organização política. Laudos linguísticos e antropológicos elaborados por pesquisadores acadêmicos e da própria Funai surtiram efeito e contribuíram para a redução das tensões políticas pelo reconhecimento étnico.
Nas últimas décadas novas tentativas de retomada da identidade vêm sendo empreendidas. Antônio Samias, uma grande liderança kokama, pleiteou junto à Funai a criação de uma escola para o seu povo. Sebastião Castilho Gomes, outra liderança, pleiteou o reconhecimento das famílias kokamas e promoveu o rebatizamento de muitos membros com nomes indígenas, com registro em cartório. A partir desse movimento, professores da Universidade de Brasília, com a colaboração de indígenas, passaram a visitar aldeias para documentar a cultura e a língua do povo kokama, registrando em escritos e gravações relatos dos anciãos guardiãos das tradições orais. Disso resultaram livros, dicionários e programas de ensino para a juventude kokama baseados na sua língua nativa, uma iniciativa importante para evitar sua extinção. A língua é para eles um dos principais pilares estruturantes da sua identidade étnica e da sua sociedade.

## A Irmandade de Santa Cruz
Na década de 1960, um profeta brasileiro mestiço, conhecido como Francisco da Cruz, viajou pelos principais rios da Amazônia peruana, visitando as comunidades e pregando sua mensagem sobre a última reforma do cristianismo e a iminência do fim do mundo. Ensinava técnicas de agricultura, fundava novas comunidades religiosas e ditava regras de conduta para seus seguidores. Alguns relatos apontam que ele curava enfermos.
Seguido por uma multidão de adeptos, a maioria deles indígenas de diversas etnias, Francisco chegou às cidades peruanas de Pucalipa, Nauta e Iquitos. A partir de 1971, várias famílias Kokama partiram de Nauta e das aldeias situadas às margens do rio Marañón, nas proximidades da confluência com o rio Ucayali. Em Iquitos, Francisco contatou autoridades católicas buscando o reconhecimento oficial como último reformador do cristianismo. Partiu pelo rio Amazonas em direção à Colômbia, até ser detido na fronteira e preso pelas autoridades brasileiras, acusado de comunismo. A pressão de seus adeptos provocou sua libertação, sob o compromisso de permanecerem no interior da floresta.
Sua marcha seguiu por território brasileiro, subindo o rio Içá. Em um de seus afluentes, o rio Juí, Francisco fixou residência definitiva e instalou a sede de seu movimento. Permaneceu ali com seus adeptos até sua morte, em 1982. Seu sucessor, um índio tupinambá, adotou posteriormente o nome de Francisco Neves da Cruz. 

## Organização social
O principal fundamento da organização interna dos Kokama é a relação de parentesco. Suas comunidades são formadas por grupos de parentes com fortes vínculos, e a proximidade das casas denota sua relação genealógica. As casas são enfileiradas, próximas entre si e construídas de frente para os rios, em cima de estacas que as protegem das cheias.
Supõe-se que antes do contato mais intenso com os não-indígenas, eles adotavam descendência patrilinear, regra patrilocal para residência pós-marital e viviam em malocas agrupadas com as famílias estendidas (pais, filhos e genros). A organização política dos Kokama é tradicionalmente descentralizada e acéfala, com a autoridade de cada chefe limitada ao seu próprio grupo doméstico, a não ser em caso de guerra, quando um grupo poderia se expandir em torno de um líder.
As mulheres costumavam preparar o alimento e ajudar os maridos no cultivo da roça familiar e no transporte de frutos coletados. A pesca e a caça eram atividades predominantemente realizadas pelos homens, que também fabricavam os anzóis, arcos e flechas.
Praticam o ajuri (trabalho coletivo seguido de refeição coletiva), especialmente na abertura de novas roças, quando diversos grupos familiares se reúnem para limpar o terreno. Assim como os Kambeba e os Tikuna, os Kokama têm o hábito de consumir uma bebida fermentada de mandioca, que chamam pajuaru.

## Cultura material
Os kokama costumavam usar braceletes, pulseiras, cintos de algodão, tornozeleiras e enfeites de plumas. Até os dias atuais fazem peneiras com folhas e cascas de árvore e cestas cilíndricas com desenhos hexagonais. As mulheres vestiam um xale sobre os ombros e uma espécie de túnica de algodão na cintura, que chegava-lhes até os joelhos. Os homens usavam uma espécie de camisa com desenhos geométricos amarelos, azuis e roxos, também com comprimento até os joelhos, denominada cushma, também usada pelos Omágua.